# Araiostegia delavayi
Araiostegia delavayi là một loài dương xỉ trong họ Davalliaceae. Loài này được Bedd. ex C.B. Clarke & Baker Ching mô tả khoa học đầu tiên năm 1959.